# Eugène Lafont
Pour les articles homonymes, voir Lafont.
Compléments
Lafont est le fondateur de la première association scientifique en Inde
Eugène Lafont, né le 26 mars 1837 à Mons, Hainaut (Belgique) et décédé le 10 mai 1908 à Darjeeling (Inde), est un prêtre jésuite belge, missionnaire au Bengale, homme de science et fondateur de la première société scientifique de l’Inde.

## Formation et premières années
Après des études secondaires au collège de Mons, Lafont entra au noviciat de Tronchiennes, près de Gand (1854). Il suivit ensuite la formation habituelle des jésuites, alliant des expériences pédagogiques comme professeur au collège Sainte-Barbe de Gand (1857-1859) et à Liège (1862-1863) aux études de philosophie, à Tournai et de sciences naturelles aux Facultés Notre-Dame de la Paix, à Namur (1863-1865). A Namur il montra déjà une grande aptitude pour l’expérimentation physique. Il partit pour l’Inde en arriva à Calcutta le 4 décembre 1865.

## Météorologie aux Facultés St Xavier de Calcutta
Dès son arrivée dans la capitale des Indes anglaises il lui fut demandé d’enseigner les sciences. Le collège Saint-Xavier n’avait que 5 ans d’existence et tout était à faire. Lafont y installa immédiatement un laboratoire de physique, sans doute un des premiers in Inde.

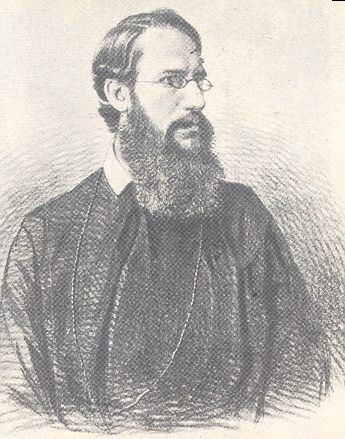
Un dessin du père Eugène Lafont

À peine arrivé, Lafont obtint un renom immédiat: en novembre 1867, grâce à un observatoire de fortune installé sur le toit du collège il fit des relevés météorologiques quotidiens qui lui permirent de prévoir avec précision l’arrivée d’un cyclone tropical dévastateur. Les autorités, averties à temps, purent prendre des mesures qui limitèrent les pertes humaines. À partir de cet événement les prévisions météorologiques de Lafont furent publiées dans l’hebdomadaire le plus répandu de Calcutta, l' Indo-European Correspondance.

## Conférences scientifiques
Dès qu’il fut à l’aise en anglais (1870) Lafont se mit à donner des conférences scientifiques populaires: il avait le don de vulgariser la science. Toutes les grandes nouveautés de la technologie de la seconde moitié du XIXe siècle y étaient présentées, avec démonstrations pratiques. Cela allait de la lanterne magique au téléphone en passant par le phonographe, les rayons X, la photographie, etc. Le scientifique enthousiaste faisait venir d’Europe les instruments les plus modernes comme le météographe de Angelo Secchi (la météorologie resta son domaine préféré). Les conférences eurent un très grand succès et ne s’arrêtèrent qu’avec la mort de Lafont en 1908.
Lafont fut nommé recteur du collège Saint-Xavier de Calcutta en 1873. Depuis 1869 un département universitaire lui est attaché. Une expédition internationale scientifique de haut niveau était venue au Bengale pour observer à Midnapore, en 1874, un phénomène astronomique rare, le passage de Vénus devant le soleil. Lafont se joignit au groupe. Ses observations précises le firent connaître internationalement et il obtint ainsi sans grande difficulté l’aide demandée pour construire à St Xavier un observatoire astronomique équipé des instruments les plus modernes (1875).

## L'Association indienne pour l’encouragement de la science
Avec le soutien du philanthrope Mahendra Lal Sircar, dont il était ami depuis 1869, Lafont lança en 1876 l'Association pour l’encouragement de la science' (Indian Association for the cultivation of Science). Le but premier de l’association était de diffuser dans un large public les nouvelles connaissances et progrès scientifiques, et dès sa fondation les conférences du jeudi soir d’Eugène Lafont en furent une des principales activités. Plus tard l’association se développa en un centre de recherches qui soutint entre autres les travaux de spectographie de C.V. Raman (Prix Nobel de physique en 1930, pour la diffusion Raman) et de K.S. Krishnan.
Jagadish Chandra Bose (1858-1937) fut un autre élève puis ami de Lafont. Quand Bose découvrit la ‘télégraphie sans fil’ (à l’origine de la radiophonie), c’est Lafont qui en fit la démonstration publique, à Calcutta, en 1897. Pour Lafont il ne faisait pas de doute que Bose avait devancé l’italien Guglielmo Marconi dans cette découverte; il ne manquait pas de rendre hommage à son ancien étudiant.
En fait Lafont était plus un pédagogue qu’un chercheur ou inventeur. Sa compétence et ses activités lui donnèrent une place à l’université de Calcutta dont il fut membre du sénat durant de nombreuses années. Grâce à lui l’importance des études de sciences y furent reconnues: il en prépara le syllabus et, en 1903, obtint de la commission des universités indiennes plus de moyens pour la construction de laboratoires et l’amélioration des cours de science. En 1908, peu de temps avant sa mort il reçut le doctorat honoris causa en Sciences de l’université de Calcutta.

## Évaluation
Lafont était un homme de sciences enthousiaste. Il était également un homme de foi. Comme l’Église catholique romaine avait mauvaise presse dans le monde des sciences il devait parfois s’expliquer face à l’étonnement de certains : Bien que catholique et prêtre, je peux vous dire que je reçois avec joie profonde et même amour toute avancée de la vraie science. Il n’était pas aveugle non plus aux dangers du scientisme ambiant et ses paroles lors de la découverte du radium sont comme prémonitoires : Ces découvertes doivent nous rendre prudents : il ne faut pas facilement croire que nous sommes en possession d’une certitude finale en ce qui concerne la matière et les forces de la nature en général. C’est une chose grande et noble que de dire ‘Je ne sais pas’.